# رپید سیتی (منیتوبا)
رپید سیتی (به انگلیسی: Rapid City) یک شهرک در کانادا است که در منیوبا واقع شده‌است. رپید سیتی ۴۱۶ نفر جمعیت دارد.